# Биатлон на зимних Олимпийских играх 2018 — квалификация
Для соревнований по биатлону на зимних Олимпийских играх 2018 года в Пхёнчхане МОК выделил квоту в 230 атлетов (115 мужчин и 115 женщин). Максимальное количество лицензий для каждого олимпийского комитета ограничено 12 биатлонистами (по 6 у мужчин и женщин), при этом в каждой из 11 дисциплин страну одновременно могут представлять не более 4 участников.

## Распределение квот
Квоты распределяются между НОК стран-участниц по нескольким критериям. Основным критерием является место страны в зачёте Кубка наций по итогам сезона 2016/2017. Квоты рассчитываются отдельно для мужчин и для женщин по следующему принципу:
- 1-5 место в зачёте: 6 участников
- 6-20 место в зачёте: 5 участников
- 21-22 место в зачёте: 2 участника

Таким образом распределяется по 109 мест у мужчин и женщин из 115 возможных. Оставшаяся квота распределяется согласно квалификационному списку IBU (IBU qualifying points list), составленному по завершении 6-го этапа Кубка мира по биатлону сезона 2017/2018 в Антхольце. Места получают 5 или 6 лучших спортсменов, представляющих страны, НОК которых не получил квоту через зачёт Кубка наций. При этом каждый НОК не может получить более двух мест. Шестая квота из списка Квалификационных очков IBU распределяется в случае, если к этому моменту страна-организатор Олимпийских игр (Республика Корея) уже получила хотя бы одно место для участия в соревнованиях. В противном случае оставшуюся квоту забирает страна-организатор. В случае если страна-организатор не получила достаточную квоту для формирования эстафетных команд, то ей разрешается выставить в мужскую, женскую и смешанную эстафеты по одной команде, составленной из участников выполнивших квалификационные требования отбора к соревнованиям по биатлону на Олимпийских играх. В случае если НОК по каким то причинам полностью не использовал предоставленную ему квоту, то перераспределение освободившихся мест другим НОК не предусмотрено.
Квалификационные соревнования
| Соревнование                                  | Период                          |
| --------------------------------------------- | ------------------------------- |
| Кубок IBU 2016/2017                           | 25 ноября 2016 — 12 марта 2017  |
| Кубок мира по биатлону 2016/2017              | 27 ноября 2016 — 19 марта 2017  |
| Чемпионат Европы по биатлону 2017             | 25 — 29 января 2017             |
| Чемпионат мира по биатлону 2017               | 9 — 19 февраля 2017             |
| Чемпионат мира по биатлону среди юниоров 2017 | 22 — 28 февраля 2017            |
| Кубок IBU 2017/2018 (6 этапов)                | 23 ноября 2017 — 3 февраля 2018 |
| Кубок мира по биатлону 2017/2018 (6 этапов)   | 27 ноября 2017 — 21 января 2018 |

## Квалифицированные страны
| Страна           | Индивидуальные | Индивидуальные | Эстафеты | Эстафеты | Эстафеты  | Всего |
| Страна           | Мужчины        | Женщины        | Мужчины  | Женщины  | Смешанная | Всего |
| ---------------- | -------------- | -------------- | -------- | -------- | --------- | ----- |
| Австрия          | 6              | 5 3            | ×        |          | ×         | 9     |
| Беларусь         | 5              | 5              | ×        | ×        | ×         | 10    |
| Бельгия          | 2              |                |          |          |           | 2     |
| Болгария         | 5              | 5              | ×        | ×        | ×         | 10    |
| Великобритания   | 1              |                |          |          |           | 1     |
| Германия         | 6              | 6              | ×        | ×        | ×         | 12    |
| Италия           | 5              | 6              | ×        | ×        | ×         | 11    |
| Казахстан        | 5              | 5              | ×        | ×        | ×         | 10    |
| Канада           | 5              | 5              | ×        | ×        | ×         | 10    |
| Китай            |                | 2              |          |          |           | 2     |
| Латвия           | 2              | 1              |          |          |           | 3     |
| Литва            | 2              | 2              |          |          | ×         | 4     |
| Норвегия         | 6              | 5              | ×        | ×        | ×         | 11    |
| Польша           | 2              | 5              |          | ×        | ×         | 7     |
| ОСР              | 6 2            | 5 2            | ×        | ×        | ×         | 4     |
| Румыния          | 5              | 1              | ×        |          |           | 6     |
| Словакия         | 5              | 5              | ×        | ×        | ×         | 10    |
| Словения         | 5              | 2              | ×        |          | ×         | 7     |
| США              | 5              | 5              | ×        | ×        | ×         | 10    |
| Украина          | 5              | 6              | ×        | ×        | ×         | 11    |
| Финляндия        | 5 3            | 5              | ×        | ×        | ×         | 8     |
| Франция          | 6              | 6              | ×        | ×        | ×         | 12    |
| Чехия            | 5              | 6              | ×        | ×        | ×         | 11    |
| Швейцария        | 5              | 5              | ×        | ×        | ×         | 10    |
| Швеция           | 5              | 5              | ×        | ×        | ×         | 10    |
| Эстония          | 5              | 1              | ×        |          |           | 6     |
| Республика Корея | 1              | 5              |          | ×        |           | 6     |
| Япония           | 1              | 5              |          | ×        |           | 6     |
| ВСЕГО: 25 НОК    | 109            | 110            | 20       | 20       | 20        | 219   |

## Квалификационные требования к участникам соревнований
Для того чтобы получить право быть заявленным на соревнования по биатлону на зимние Олимпийские игры 2018 года, спортсмен должен иметь 180 или менее квалификационных очков согласно списку квалификационных очков IBU, опубликованного по итогам последнего триместра перед Олимпиадой (то есть после 6-го этапа в Антхольце), либо выполнить один из нижеперечисленных критериев в течение сезона 2016/2017 или 2017/2018:
1. В спринте или индивидуальной гонке на Кубке IBU, открытом чемпионате Европы, чемпионате мира или Кубке мира дважды получить 150 или менее квалификационных очков IBU;
2. На юниорском чемпионате мира (не юношеском) дважды занять место в верхней половине итоговой таблицы результатов;
3. Показать по одному результату из пунктов 1 и 2.